# Marc convertible
El marc convertible (en bosnià i croat konvertibilna marka i en serbi конвертибилна марка) és la moneda de Bòsnia i Hercegovina. El codi ISO 4217 és BAM i també s'utilitzen les sigles KM. Se subdivideix en 100 feninga (фенинга en serbi), plural de fening. El mot fening prové de l'alemany Pfennig. Un Pfennig (mot alemany equivalent a "penic") era la centèsima part d'un marc alemany.
El marc convertible es va crear el 1995 en els Acords de Dayton. En aquell moment tenia una taxa de canvi d'1 a 1 amb el marc alemany. A partir de la introducció de l'euro l'1 de gener del 2002, el marc convertible té una taxa de canvi fixa amb l'euro (1 EUR = 1,95583 BAM).
Les dues entitats que conformen Bòsnia i Hercegovina (la Federació de Bòsnia i Hercegovina i la República Sèrbia) tenen bitllets diferents, amb un estil semblant però no igual, emesos pel Banc Central de Bòsnia i Hercegovina (Centralna Banka Bosne i Hercegovine / Централна Банка Босне и Черцеговине). Tot i això, els bitllets són vàlids a tot el territori estatal. El bitllet de 200 marcs n'és l'excepció, ja que té un disseny únic.
Hi ha monedes de 10, 20 i 50 penics i d'1 i 2 marcs, el 2006 es van introduir monedes de 5 penics i 5 marcs. De bitllets, en circulen de 5, 10, 20, 50, 100 i 200 marcs; s'han retirat de la circulació els de 50 penics (el 2003), els d'1 marc (el 2009) i els de 5 marcs (el 2010).

## Taxes de canvi
- 1 EUR = 1,95583 BAM (taxa de canvi fixa)
- 1 USD = 1,8517 BAM (13 d'abril del 2015)